# 鯖江市
鯖江市（さばえし）は、福井県にある市。嶺北地方中央部に位置する。鎌倉時代に誠照寺の門前町として発展し、江戸時代には間部氏鯖江藩5万石（のち4万石）の鯖江陣屋を中心とした陣屋町となった。
人口は約6.8万人で、福井市、坂井市、越前市に次ぐ第4位の人口を有する市である。1955年（昭和30年）市制施行。70周年を迎えた。

## 概要

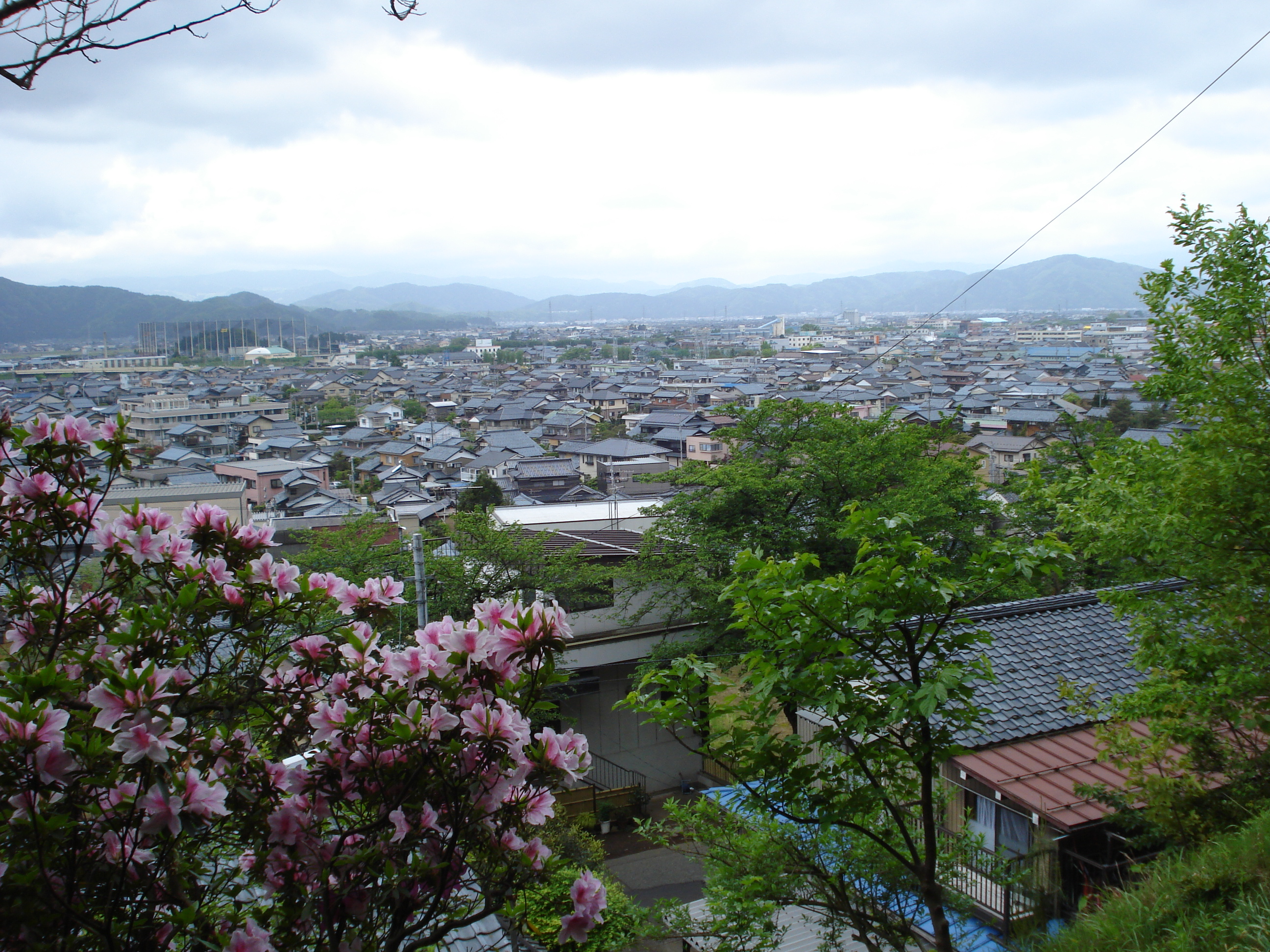
王山古墳群から見た鯖江中心市街地

鯖江市は、日本の眼鏡フレーム生産の約96%、世界でも約20%のシェアを誇っている。多くの世帯がその特産である眼鏡関連の産業、あるいは業務用の漆器生産に関わっている。また、オープンデータを活用した「データシティ鯖江」の推進や、女子高校生視点によるまちづくりプロジェクト「鯖江市役所JK課」の設置など、地域活性化に向けた新たな自治体モデルを模索している。
キャッチコピーは「めがねのまちさばえ」。

## 地理

鯖江市中心部周辺の空中写真。日野川東岸に市街地が広がる。2021年6月10日撮影の18枚を合成作成。。

### 位置
福井県のほぼ中央に位置し、北は福井市、南は越前市と接している。
福井平野と武生盆地の間に位置する鯖江盆地が大勢を占め、その中央部南北に細長く伸びる市街地は北端が福井市との境を越えている。その中にある長泉寺山（113m）も比較的なだらかな海抜50m以下の多くの部分が市街化されている。市街地は福井鉄道福武線の神明駅を中心とする神明地域とハピラインふくい線（旧：北陸本線）の鯖江駅及び福井鉄道福武線の西鯖江駅を中心とする鯖江地域の2つに分けられ、市役所は両地域の境目付近にある。東端にある河和田地区は山あいとなっている。市北西部には陸上自衛隊鯖江駐屯地が所在する。

### 地形

#### 山岳
主な山
- 文殊山
- 長泉寺山

#### 河川
主な川
- 日野川
- 浅水川
- 鞍谷川

### 人口
市制施行の翌年の1956年（昭和31年）には4万人をわずかに超える人口だったが、福井市に隣接していることもあり区画整理事業や宅地造成による住宅などで人口は増加した。2018年（平成30年）10月1日現在の人口動態調査で69,434人となったが、その後は減少傾向にある。
| |                                        |  |
| 鯖江市と全国の年齢別人口分布（2005年） | 鯖江市の年齢・男女別人口分布（2005年） |  |
| ■紫色 ― 鯖江市 ■緑色 ― 日本全国 | ■青色 ― 男性 ■赤色 ― 女性              |  |
| 鯖江市（に相当する地域）の人口の推移 \| 1970年（昭和45年） \| 52,614人 \| \| \| 1975年（昭和50年） \| 57,252人 \| \| \| 1980年（昭和55年） \| 59,579人 \| \| \| 1985年（昭和60年） \| 61,452人 \| \| \| 1990年（平成2年） \| 62,283人 \| \| \| 1995年（平成7年） \| 62,890人 \| \| \| 2000年（平成12年） \| 64,898人 \| \| \| 2005年（平成17年） \| 66,831人 \| \| \| 2010年（平成22年） \| 67,450人 \| \| \| 2015年（平成27年） \| 68,284人 \| \| \| 2020年（令和2年） \| 68,302人 \| \| |                                        |  |
| 総務省統計局 国勢調査より |                                        |  |
| 1970年（昭和45年） | 52,614人                               |  |
| 1975年（昭和50年） | 57,252人                               |  |
| 1980年（昭和55年） | 59,579人                               |  |
| 1985年（昭和60年） | 61,452人                               |  |
| 1990年（平成2年） | 62,283人                               |  |
| 1995年（平成7年） | 62,890人                               |  |
| 2000年（平成12年） | 64,898人                               |  |
| 2005年（平成17年） | 66,831人                               |  |
| 2010年（平成22年） | 67,450人                               |  |
| 2015年（平成27年） | 68,284人                               |  |
| 2020年（令和2年） | 68,302人                               |  |

#### 健康
- 平均年齢　46.4歳（2020年国勢調査）

### 隣接自治体
池田町と接している部分は福井市・越前市を含む4市町境となっている山頂1点のみである。
福井県
- 福井市
- 今立郡：池田町
- 越前市
- 丹生郡：越前町

## 歴史

### 近現代
昭和
- 1955年（昭和30年）
  - 1月15日 - 今立郡鯖江町、神明町、中河村、片上村、丹生郡立待村、吉川村及び豊村が合併して、鯖江市が発足する。
  - 6月10日 - 今立郡北中山村の区域の内、中戸口、上戸口、三峯、松成、落井、磯部、下戸口及び川島の区域を編入する。
- 1957年（昭和32年）3月31日 - 今立郡河和田村を編入する。

### 現代
平成
- 1995年（平成7年） - 世界体操競技選手権が開催された。日本で世界体操競技選手権が開かれる初めての都市として注目が集まった。
- 1999年（平成11年）10月 - ISO14001取得
- 2004年（平成16年）
  - 7月18日 - 福井豪雨により、河和田地区を中心に甚大な被害に見舞われる。
  - 8月29日 - 福井市他3町村との合併協議（最終的に破談となった）の経緯をめぐり、鯖江市市長である辻嘉右エ門の失職の是非を問う住民投票の結果、賛成票が過半数を占めリコール成立。
  - 10月7日 - リコールによる出直し鯖江市長選で、福井県議会議員を辞職して立候補した新人の牧野百男が、リコールで失職した前市長の辻嘉右エ門を破り初当選。
- 2005年（平成17年）5月 - 市制50周年を機に鯖江市のシンボルとして、市の花（つつじ）・木（さくら）・鳥（おしどり）を決定。
- 2013年（平成25年）11月13日 - オープンガバメントサミット2013が開催された。
- 2014年（平成26年）
  - 2月 - 全国の自治体で初めてW3Cに加盟した。
  - 4月14日 - 鯖江市役所JK課を発足させた[4]。
  - 6月 - 鯖江市OC課が市民有志で発足。
- 2015年（平成27年）10月31日 - オープンガバメントサミット2015が開催された。
- 2016年（平成28年）3月27日 - 市の動物をレッサーパンダに決定する。
- 2020年（令和2年）10月9日 - 鯖江市観光案内所内が「鯖江駅眼鏡」を新設してリニューアルオープン[5]。

### 市域の変遷
| 所 属 郡 | 明治以前   | 明治初年 - 明治3年               | 明治4年 - 明治22年                   | 明治22年 4月1日 町村制施行 | 明治22年 - 昭和20年      | 昭和21年 - 昭和25年        | 昭和26年 - 現在              | 現在   |
| -------- | ---------- | -------------------------------- | ------------------------------------ | -------------------------- | ------------------------ | -------------------------- | ---------------------------- | ------ |
| 足 羽 郡 | 三尾野村   | 明治初年 分立 足羽郡三尾野出作村 | 明治17年 所属変更 丹生郡三尾野出作村 | 立待村                     | 立待村                   | 立待村                     | 昭和30年1月15日 鯖江市       | 鯖江市 |
| 丹 生 郡 | 吉江町     | 吉江町                           | 明治7年 吉江町                       | 立待村                     | 立待村                   | 立待村                     | 昭和30年1月15日 鯖江市       | 鯖江市 |
| 丹 生 郡 | 牛屋村     | 牛屋村                           | 明治7年 吉江町                       | 立待村                     | 立待村                   | 立待村                     | 昭和30年1月15日 鯖江市       | 鯖江市 |
| 丹 生 郡 | 上石田村   | 上石田村                         | 上石田村                             | 立待村                     | 立待村                   | 立待村                     | 昭和30年1月15日 鯖江市       | 鯖江市 |
| 丹 生 郡 | 下石田村   | 下石田村                         | 下石田村                             | 立待村                     | 立待村                   | 立待村                     | 昭和30年1月15日 鯖江市       | 鯖江市 |
| 丹 生 郡 | 入村       | 入村                             | 入村                                 | 立待村                     | 立待村                   | 立待村                     | 昭和30年1月15日 鯖江市       | 鯖江市 |
| 丹 生 郡 | 杉本村     | 杉本村                           | 杉本村                               | 立待村                     | 立待村                   | 立待村                     | 昭和30年1月15日 鯖江市       | 鯖江市 |
| 丹 生 郡 | 糺村       | 糺村                             | 糺村                                 | 立待村                     | 立待村                   | 立待村                     | 昭和30年1月15日 鯖江市       | 鯖江市 |
| 丹 生 郡 | 西番村     | 西番村                           | 西番村                               | 立待村                     | 立待村                   | 立待村                     | 昭和30年1月15日 鯖江市       | 鯖江市 |
| 丹 生 郡 | 米岡村     | 米岡村                           | 米岡村                               | 立待村                     | 立待村                   | 立待村                     | 昭和30年1月15日 鯖江市       | 鯖江市 |
| 丹 生 郡 | 大倉村     | 大倉村                           | 大倉村                               | 吉川村                     | 吉川村                   | 吉川村                     | 昭和30年1月15日 鯖江市       | 鯖江市 |
| 丹 生 郡 | 下川去村   | 下川去村                         | 下川去村                             | 吉川村                     | 吉川村                   | 吉川村                     | 昭和30年1月15日 鯖江市       | 鯖江市 |
| 丹 生 郡 | 熊田村     | 熊田村                           | 熊田村                               | 吉川村                     | 吉川村                   | 吉川村                     | 昭和30年1月15日 鯖江市       | 鯖江市 |
| 丹 生 郡 | 小泉村     | 小泉村                           | 小泉村                               | 吉川村                     | 吉川村                   | 吉川村                     | 昭和30年1月15日 鯖江市       | 鯖江市 |
| 丹 生 郡 | 持明寺村   | 持明寺村                         | 持明寺村                             | 吉川村                     | 吉川村                   | 吉川村                     | 昭和30年1月15日 鯖江市       | 鯖江市 |
| 丹 生 郡 | 田村       | 田村                             | 田村                                 | 吉川村                     | 吉川村                   | 吉川村                     | 昭和30年1月15日 鯖江市       | 鯖江市 |
| 丹 生 郡 | 西大井村   | 西大井村                         | 西大井村                             | 吉川村                     | 吉川村                   | 吉川村                     | 昭和30年1月15日 鯖江市       | 鯖江市 |
| 丹 生 郡 | 二丁掛村   | 二丁掛村                         | 二丁掛村                             | 吉川村                     | 吉川村                   | 吉川村                     | 昭和30年1月15日 鯖江市       | 鯖江市 |
| 丹 生 郡 | 冬島村     | 冬島村                           | 冬島村                               | 吉川村                     | 吉川村                   | 吉川村                     | 昭和30年1月15日 鯖江市       | 鯖江市 |
| 丹 生 郡 | 平井村     | 平井村                           | 平井村                               | 吉川村                     | 吉川村                   | 吉川村                     | 昭和30年1月15日 鯖江市       | 鯖江市 |
| 丹 生 郡 | 吉田村     | 吉田村                           | 吉田村                               | 吉川村                     | 吉川村                   | 吉川村                     | 昭和30年1月15日 鯖江市       | 鯖江市 |
| 丹 生 郡 | 石生谷村   | 石生谷村                         | 石生谷村                             | 岡山村                     | 明治24年9月1日 改称 豊村 | 豊村                       | 昭和30年1月15日 鯖江市       | 鯖江市 |
| 丹 生 郡 | 上氏家村   | 上氏家村                         | 上氏家村                             | 岡山村                     | 明治24年9月1日 改称 豊村 | 豊村                       | 昭和30年1月15日 鯖江市       | 鯖江市 |
| 丹 生 郡 | 下氏家村   | 下氏家村                         | 下氏家村                             | 岡山村                     | 明治24年9月1日 改称 豊村 | 豊村                       | 昭和30年1月15日 鯖江市       | 鯖江市 |
| 丹 生 郡 | 漆原村     | 漆原村                           | 漆原村                               | 岡山村                     | 明治24年9月1日 改称 豊村 | 豊村                       | 昭和30年1月15日 鯖江市       | 鯖江市 |
| 丹 生 郡 | 下司村     | 下司村                           | 下司村                               | 岡山村                     | 明治24年9月1日 改称 豊村 | 豊村                       | 昭和30年1月15日 鯖江市       | 鯖江市 |
| 丹 生 郡 | 当田村     | 当田村                           | 当田村                               | 岡山村                     | 明治24年9月1日 改称 豊村 | 豊村                       | 昭和30年1月15日 鯖江市       | 鯖江市 |
| 丹 生 郡 | 鳥井村     | 鳥井村                           | 鳥井村                               | 岡山村                     | 明治24年9月1日 改称 豊村 | 豊村                       | 昭和30年1月15日 鯖江市       | 鯖江市 |
| 丹 生 郡 | 上野田村   | 上野田村                         | 上野田村                             | 岡山村                     | 明治24年9月1日 改称 豊村 | 豊村                       | 昭和30年1月15日 鯖江市       | 鯖江市 |
| 丹 生 郡 | 下野田村   | 下野田村                         | 下野田村                             | 岡山村                     | 明治24年9月1日 改称 豊村 | 豊村                       | 昭和30年1月15日 鯖江市       | 鯖江市 |
| 丹 生 郡 | 和田村     | 和田村                           | 和田村                               | 岡山村                     | 明治24年9月1日 改称 豊村 | 豊村                       | 昭和30年1月15日 鯖江市       | 鯖江市 |
| 丹 生 郡 | 有定村     | 有定村                           | 明治15年5月3日 今立郡西鯖江村        | 舟津村                     | 舟津村                   | 昭和23年11月3日 鯖江町     | 昭和30年1月15日 鯖江市       | 鯖江市 |
| 今 立 郡 | 西鯖江村   | 西鯖江村                         | 明治15年5月3日 今立郡西鯖江村        | 舟津村                     | 舟津村                   | 昭和23年11月3日 鯖江町     | 昭和30年1月15日 鯖江市       | 鯖江市 |
| 今 立 郡 | 上鯖江村   | 上鯖江村                         | 上鯖江村                             | 舟津村                     | 舟津村                   | 昭和23年11月3日 鯖江町     | 昭和30年1月15日 鯖江市       | 鯖江市 |
| 今 立 郡 | 小黒町村   | 小黒町村                         | 小黒町村                             | 舟津村                     | 舟津村                   | 昭和23年11月3日 鯖江町     | 昭和30年1月15日 鯖江市       | 鯖江市 |
| 今 立 郡 | 長泉寺村   | 長泉寺村                         | 長泉寺村                             | 舟津村                     | 舟津村                   | 昭和23年11月3日 鯖江町     | 昭和30年1月15日 鯖江市       | 鯖江市 |
| 今 立 郡 | 鯖江町     | 鯖江町                           | 鯖江町                               | 鯖江町                     | 鯖江町                   | 昭和23年11月3日 鯖江町     | 昭和30年1月15日 鯖江市       | 鯖江市 |
| 今 立 郡 | 東鯖江村   | 東鯖江村                         | 東鯖江村                             | 新横江村                   | 新横江村                 | 昭和23年11月3日 鯖江町     | 昭和30年1月15日 鯖江市       | 鯖江市 |
| 今 立 郡 | 下新庄村   | 下新庄村                         | 下新庄村                             | 新横江村                   | 新横江村                 | 昭和23年11月3日 鯖江町     | 昭和30年1月15日 鯖江市       | 鯖江市 |
| 今 立 郡 | 横越村     | 横越村                           | 横越村                               | 新横江村                   | 新横江村                 | 昭和23年11月3日 鯖江町     | 昭和30年1月15日 鯖江市       | 鯖江市 |
| 今 立 郡 | 五郎丸村   | 五郎丸村                         | 五郎丸村                             | 新横江村                   | 新横江村                 | 昭和23年11月3日 鯖江町     | 昭和30年1月15日 鯖江市       | 鯖江市 |
| 今 立 郡 | 新村       | 新村                             | 新村                                 | 新横江村                   | 新横江村                 | 昭和23年11月3日 鯖江町     | 昭和30年1月15日 鯖江市       | 鯖江市 |
| 今 立 郡 | 定次村     | 定次村                           | 定次村                               | 新横江村                   | 新横江村                 | 昭和23年11月3日 鯖江町     | 昭和30年1月15日 鯖江市       | 鯖江市 |
| 今 立 郡 | 水落村     | 水落村                           | 水落村                               | 神明村                     | 神明村                   | 昭和22年7月1日 町制 神明町 | 昭和30年1月15日 鯖江市       | 鯖江市 |
| 今 立 郡 | 岡野村     | 岡野村                           | 岡野村                               | 神明村                     | 神明村                   | 昭和22年7月1日 町制 神明町 | 昭和30年1月15日 鯖江市       | 鯖江市 |
| 今 立 郡 | 北野村     | 北野村                           | 北野村                               | 神明村                     | 神明村                   | 昭和22年7月1日 町制 神明町 | 昭和30年1月15日 鯖江市       | 鯖江市 |
| 今 立 郡 | 田所村     | 田所村                           | 田所村                               | 神明村                     | 神明村                   | 昭和22年7月1日 町制 神明町 | 昭和30年1月15日 鯖江市       | 鯖江市 |
| 今 立 郡 | 東鳥羽村   | 東鳥羽村                         | 明治4年 鳥羽村                       | 神明村                     | 神明村                   | 昭和22年7月1日 町制 神明町 | 昭和30年1月15日 鯖江市       | 鯖江市 |
| 今 立 郡 | 西鳥羽村   | 西鳥羽村                         | 明治4年 鳥羽村                       | 神明村                     | 神明村                   | 昭和22年7月1日 町制 神明町 | 昭和30年1月15日 鯖江市       | 鯖江市 |
| 今 立 郡 | 鳥羽中村   | 鳥羽中村                         | 鳥羽中村                             | 神明村                     | 神明村                   | 昭和22年7月1日 町制 神明町 | 昭和30年1月15日 鯖江市       | 鯖江市 |
| 今 立 郡 | 乙坂今北村 | 乙坂今北村                       | 乙坂今北村                           | 片上村                     | 片上村                   | 片上村                     | 昭和30年1月15日 鯖江市       | 鯖江市 |
| 今 立 郡 | 大野村     | 大野村                           | 大野村                               | 片上村                     | 片上村                   | 片上村                     | 昭和30年1月15日 鯖江市       | 鯖江市 |
| 今 立 郡 | 四方谷村   | 四方谷村                         | 四方谷村                             | 片上村                     | 片上村                   | 片上村                     | 昭和30年1月15日 鯖江市       | 鯖江市 |
| 今 立 郡 | 大正寺村   | 大正寺村                         | 大正寺村                             | 片上村                     | 片上村                   | 片上村                     | 昭和30年1月15日 鯖江市       | 鯖江市 |
| 今 立 郡 | 南井村     | 南井村                           | 南井村                               | 片上村                     | 片上村                   | 片上村                     | 昭和30年1月15日 鯖江市       | 鯖江市 |
| 今 立 郡 | 別所村     | 別所村                           | 別所村                               | 片上村                     | 片上村                   | 片上村                     | 昭和30年1月15日 鯖江市       | 鯖江市 |
| 今 立 郡 | 吉谷村     | 吉谷村                           | 吉谷村                               | 片上村                     | 片上村                   | 片上村                     | 昭和30年1月15日 鯖江市       | 鯖江市 |
| 今 立 郡 | 中野村     | 中野村                           | 中野村                               | 中河村                     | 中河村                   | 中河村                     | 昭和30年1月15日 鯖江市       | 鯖江市 |
| 今 立 郡 | 上河端村   | 上河端村                         | 上河端村                             | 中河村                     | 中河村                   | 中河村                     | 昭和30年1月15日 鯖江市       | 鯖江市 |
| 今 立 郡 | 下河端村   | 下河端村                         | 下河端村                             | 中河村                     | 中河村                   | 中河村                     | 昭和30年1月15日 鯖江市       | 鯖江市 |
| 今 立 郡 | 橋立村     | 橋立村                           | 橋立村                               | 中河村                     | 中河村                   | 中河村                     | 昭和30年1月15日 鯖江市       | 鯖江市 |
| 今 立 郡 | 舟枝村     | 舟枝村                           | 舟枝村                               | 中河村                     | 中河村                   | 中河村                     | 昭和30年1月15日 鯖江市       | 鯖江市 |
| 今 立 郡 | 磯部村     | 磯部村                           | 磯部村                               | 北中山村                   | 北中山村                 | 北中山村                   | 昭和30年6月10日 鯖江市に編入 | 鯖江市 |
| 今 立 郡 | 落井村     | 落井村                           | 落井村                               | 北中山村                   | 北中山村                 | 北中山村                   | 昭和30年6月10日 鯖江市に編入 | 鯖江市 |
| 今 立 郡 | 川島村     | 川島村                           | 川島村                               | 北中山村                   | 北中山村                 | 北中山村                   | 昭和30年6月10日 鯖江市に編入 | 鯖江市 |
| 今 立 郡 | 上戸口村   | 上戸口村                         | 上戸口村                             | 北中山村                   | 北中山村                 | 北中山村                   | 昭和30年6月10日 鯖江市に編入 | 鯖江市 |
| 今 立 郡 | 中戸口村   | 中戸口村                         | 中戸口村                             | 北中山村                   | 北中山村                 | 北中山村                   | 昭和30年6月10日 鯖江市に編入 | 鯖江市 |
| 今 立 郡 | 下戸口村   | 下戸口村                         | 下戸口村                             | 北中山村                   | 北中山村                 | 北中山村                   | 昭和30年6月10日 鯖江市に編入 | 鯖江市 |
| 今 立 郡 | 松成村     | 松成村                           | 松成村                               | 北中山村                   | 北中山村                 | 北中山村                   | 昭和30年6月10日 鯖江市に編入 | 鯖江市 |
| 今 立 郡 | 三峯村     | 三峯村                           | 三峯村                               | 北中山村                   | 北中山村                 | 北中山村                   | 昭和30年6月10日 鯖江市に編入 | 鯖江市 |
| 今 立 郡 | 上河内村   | 明治初年 改称 河和田河内村       | 河和田河内村                         | 河和田村                   | 河和田村                 | 河和田村                   | 昭和32年3月31日 鯖江市に編入 | 鯖江市 |
| 今 立 郡 | 莇生田村   | 莇生田村                         | 莇生田村                             | 河和田村                   | 河和田村                 | 河和田村                   | 昭和32年3月31日 鯖江市に編入 | 鯖江市 |
| 今 立 郡 | 尾花村     | 尾花村                           | 尾花村                               | 河和田村                   | 河和田村                 | 河和田村                   | 昭和32年3月31日 鯖江市に編入 | 鯖江市 |
| 今 立 郡 | 片山村     | 片山村                           | 片山村                               | 河和田村                   | 河和田村                 | 河和田村                   | 昭和32年3月31日 鯖江市に編入 | 鯖江市 |
| 今 立 郡 | 金谷村     | 金谷村                           | 金谷村                               | 河和田村                   | 河和田村                 | 河和田村                   | 昭和32年3月31日 鯖江市に編入 | 鯖江市 |
| 今 立 郡 | 小坂村     | 小坂村                           | 小坂村                               | 河和田村                   | 河和田村                 | 河和田村                   | 昭和32年3月31日 鯖江市に編入 | 鯖江市 |
| 今 立 郡 | 沢村       | 沢村                             | 沢村                                 | 河和田村                   | 河和田村                 | 河和田村                   | 昭和32年3月31日 鯖江市に編入 | 鯖江市 |
| 今 立 郡 | 清水町村   | 清水町村                         | 清水町村                             | 河和田村                   | 河和田村                 | 河和田村                   | 昭和32年3月31日 鯖江市に編入 | 鯖江市 |
| 今 立 郡 | 寺中村     | 寺中村                           | 寺中村                               | 河和田村                   | 河和田村                 | 河和田村                   | 昭和32年3月31日 鯖江市に編入 | 鯖江市 |
| 今 立 郡 | 北中村     | 北中村                           | 北中村                               | 河和田村                   | 河和田村                 | 河和田村                   | 昭和32年3月31日 鯖江市に編入 | 鯖江市 |
| 今 立 郡 | 西袋村     | 西袋村                           | 西袋村                               | 河和田村                   | 河和田村                 | 河和田村                   | 昭和32年3月31日 鯖江市に編入 | 鯖江市 |
| 今 立 郡 | 別司村     | 別司村                           | 別司村                               | 河和田村                   | 河和田村                 | 河和田村                   | 昭和32年3月31日 鯖江市に編入 | 鯖江市 |

## 政治

### 行政

#### 市長
- 市長：佐々木勝久（2020年10月17日就任、2期目[6]）

| 代   | 氏名         | 就任年月日     | 退任年月日     | 備考               |
| ---- | ------------ | -------------- | -------------- | ------------------ |
| 初代 | 若泉新一     | 1955年3月6日   | 1957年12月12日 | 死亡による退任     |
| 2代  | 福島文右衛門 | 1958年1月25日  | 1978年1月24日  |                    |
| 3代  | 山本治       | 1978年1月25日  | 1986年1月24日  |                    |
| 4代  | 西澤省三     | 1986年1月25日  | 1998年1月24日  |                    |
| 5代  | 辻嘉右エ門   | 1998年1月25日  | 2004年8月28日  | リコールによる失職 |
| 6代  | 牧野百男     | 2004年10月17日 | 2020年10月16日 |                    |
| 7代  | 佐々木勝久   | 2020年10月17日 | 現職           |                    |

### 議会

#### 市議会
鯖江市議会
- 鯖江市議会：定数20人（任期満了2023年7月14日[7]）

定例市議会は年4回、3月、6月、9月、12月に行われる。

#### 県議会
福井県議会
鯖江市から選出される福井県議会議員の定数は3議席である。現任期の満了日は、2027年（令和9年）4月29日（福井県HPより）である。
- 2023年福井県議会議員選挙

#### 国会
衆議院
鯖江市は、敦賀市、小浜市、越前市、今立郡、南条郡、丹生郡、三方郡、大飯郡、三方上中郡とで構成される福井県第2区が選挙区となる。なお、当選挙区の衆議院選挙比例代表区選出議員については、比例北陸信越ブロックを参照のこと。
参議院
鯖江市は、参議院・北陸信越ブロックに属する。福井県選挙区は参議院一人区の1つ。

## 官公庁

### 国家機関
厚生労働省
- ハローワークプラザさばえ

防衛省
- 陸上自衛隊鯖江駐屯地

### 裁判所
- 福井地方裁判所 武生支部（管轄地： 鯖江市、越前市、南条郡・南越前町、今立郡・池田町、丹生郡・越前町）
- 福井家庭裁判所 武生支部（管轄地：鯖江市、越前市、南条郡・南越前町、今立郡・池田町、丹生郡・越前町）
- 武生簡易裁判所 （管轄地：鯖江市、越前市、南条郡・南越前町、今立郡・池田町、丹生郡・越前町）

### 県の機関
警察、学校、観光等施設を除く。
- 丹南健康管理センター（保健所、丹生郡に係る福祉事務所）

## 施設

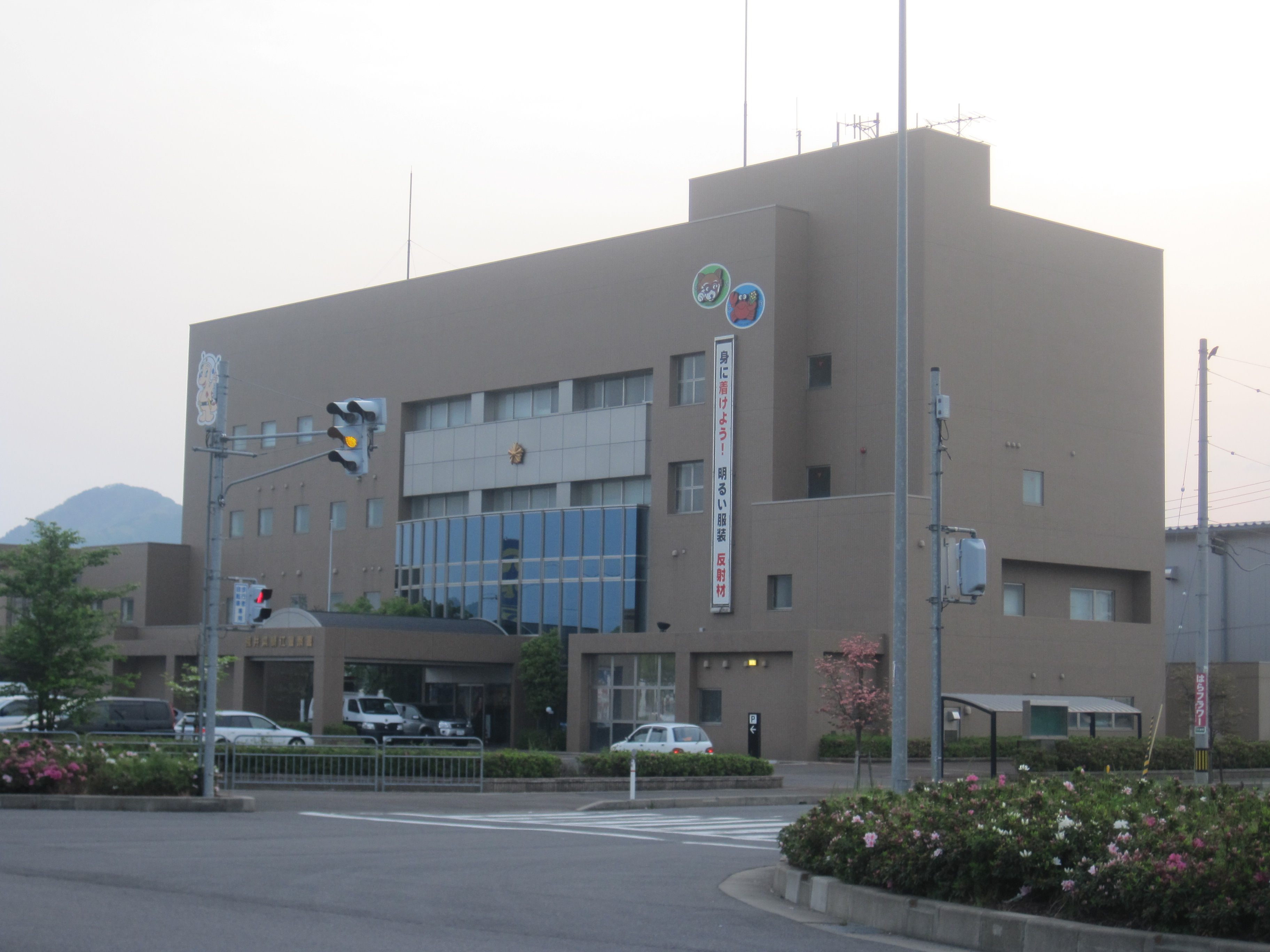
鯖江警察署

### 警察
本部
- 福井県警察 鯖江警察署

交番
- 神明交番（鯖江市三六町二丁目）
- 駅前交番（鯖江市日の出町）

駐在所
- 立待駐在所（鯖江市杉本町）
- 吉川駐在所（鯖江市大倉町）
- 豊駐在所（鯖江市下野田町）
- 中河駐在所（鯖江市中野町）
- 北中山駐在所（鯖江市落井町）
- 河和田駐在所（鯖江市西袋町）

### 消防

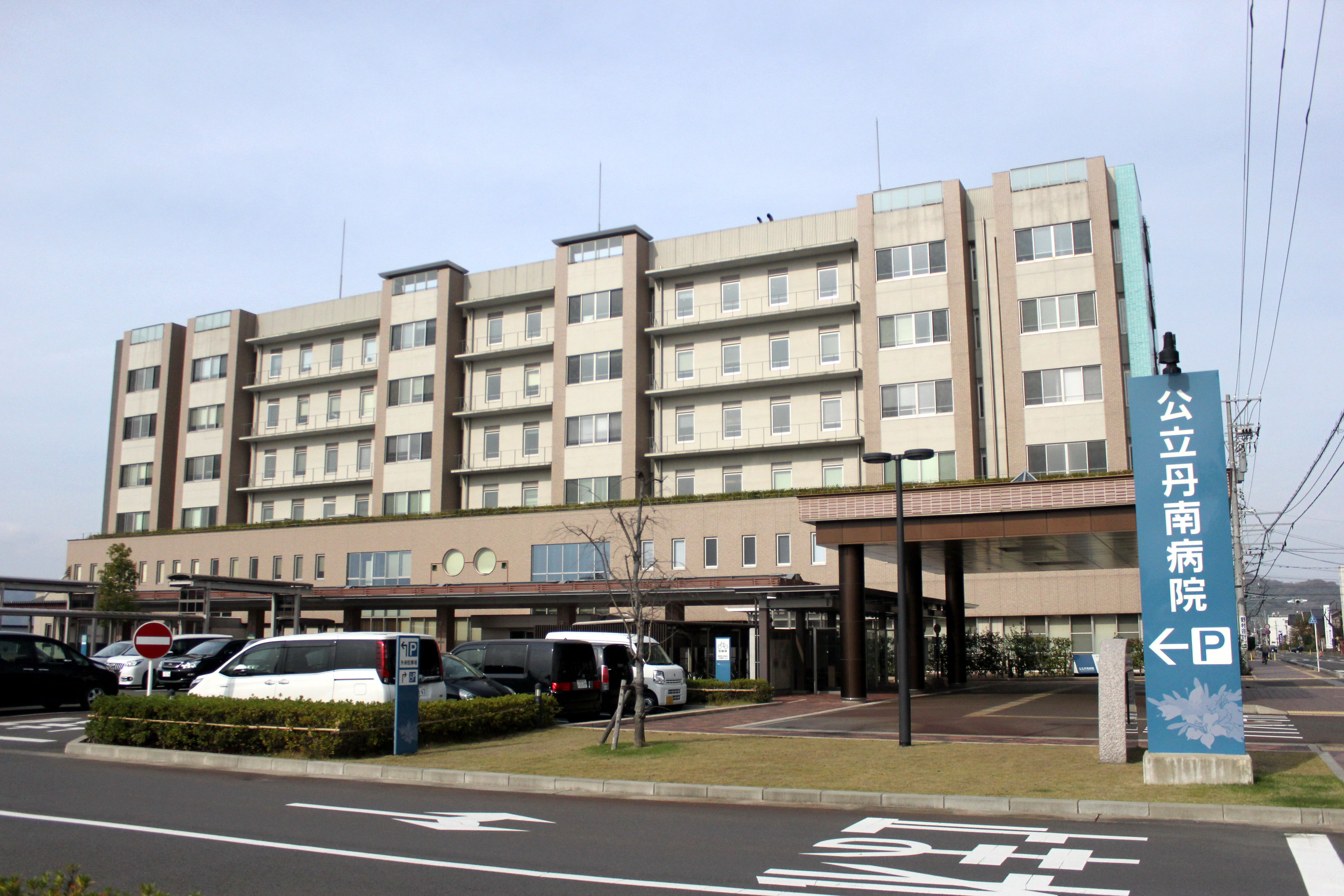
公立丹南病院

本部
- 鯖江・丹生消防組合

消防署
- 鯖江消防署（鯖江市西山町）

分遣所
- 北中山分遣所（鯖江市川島町）

### 医療
病院
- 公立丹南病院

### 福祉
- 鯖江市多機能型健康福祉施設神明苑

### 郵便局
主な郵便局
- 鯖江郵便局

郵便番号
集配郵便局（集配区域）郵便番号の順に記載
- 鯖江郵便局（以下の集配区域を除く市域） 916-00xx、916-8xxx
- 北中山郵便局（北中山地区、片上地区） 916-11xx
- 河和田郵便局（河和田地区） 916-12xx

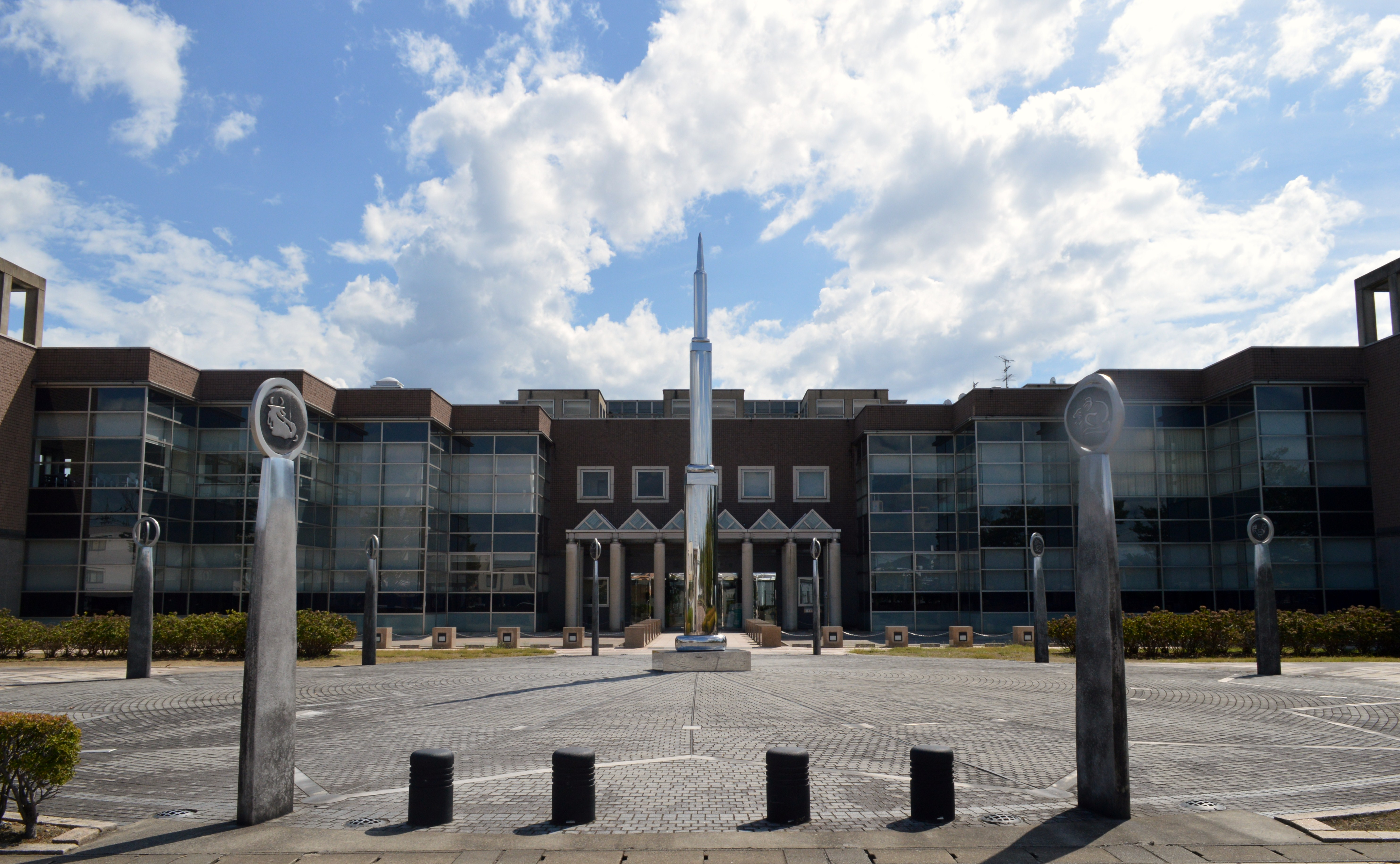
鯖江市図書館

### 図書館
主な図書館
- 鯖江市図書館

## 対外関係

### 姉妹都市・提携都市

#### 国内
- 村上市（中部地方 新潟県）
  - 1720年、越後村上藩より譜代大名間部詮言が入封し、鯖江藩が成立したことに由来。1981年（昭和56年）5月に姉妹都市盟約。

## 経済
主な産業　

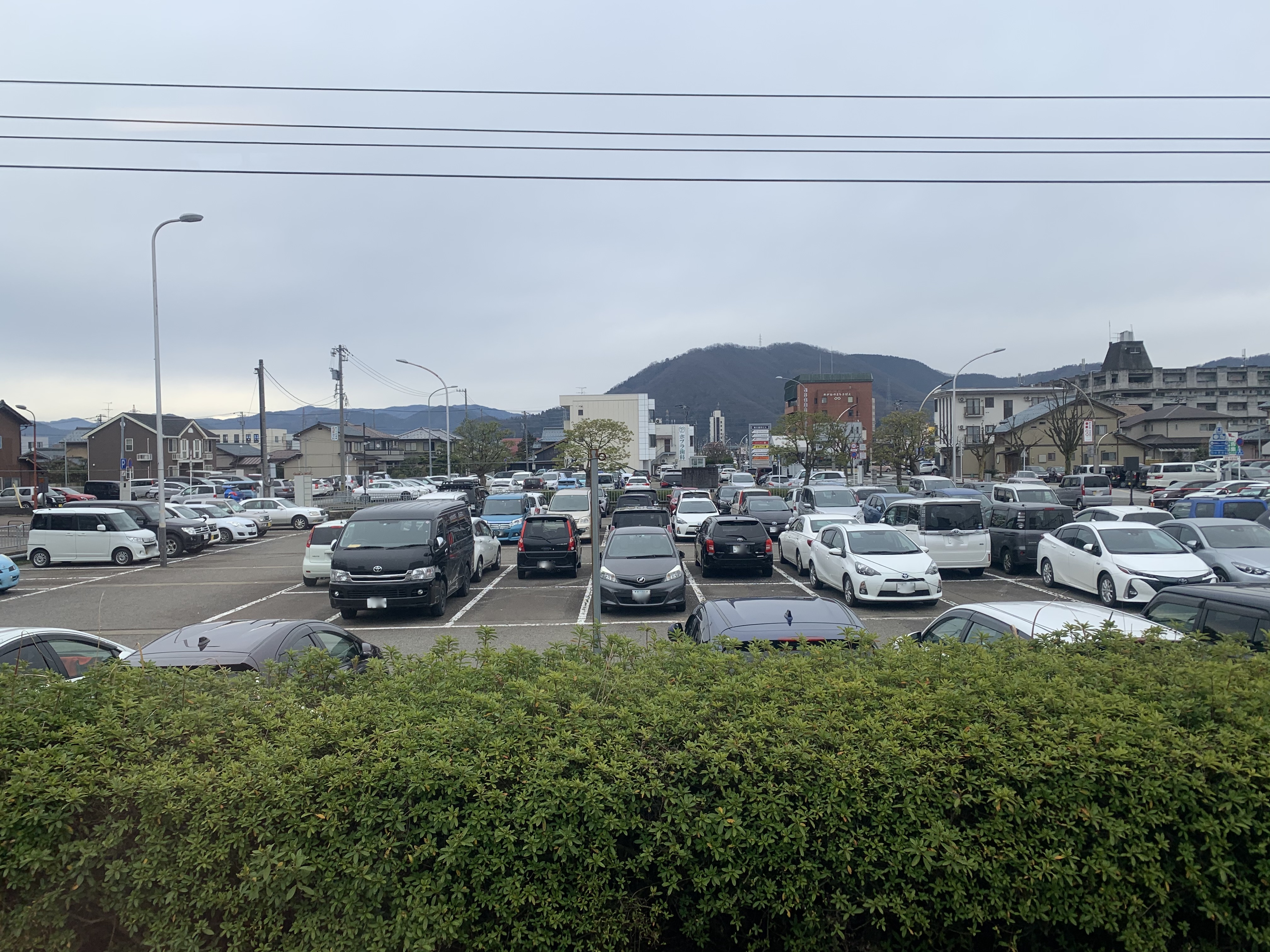
鯖江駅周辺

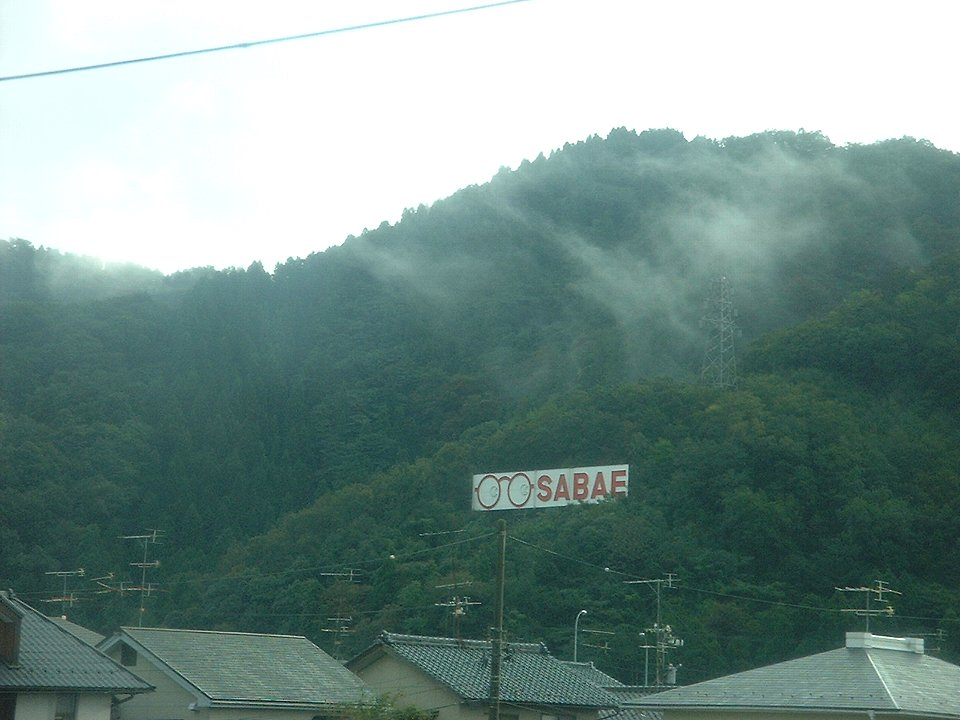
眼鏡枠をアピールするネオン広告

特産品の眼鏡枠、漆器、繊維の三つが地場産業として発達している。2000年の国勢調査までは第二次産業人口が過半数となる工業主体の都市であったが、21世紀に入り第三次産業への転換が急速に進んでいる。
産業人口（2005年国勢調査）
- 第一次産業：00627人
- 第二次産業：15,562人
- 第三次産業：18,794人

### 株式上場企業
- jig.jp（東証グロース・5244） - 登記上の本店を設置。

### 第一次産業

#### 農業
農業協同組合
- 福井県農業協同組合 - 旧JAたんなん

### 第二次産業
福井県は、眼鏡フレームの生産で日本市場の96%を誇り、鯖江市はその生産の中心を担う。成人式では新成人に眼鏡を配っている。また、マリンバなどの打楽器製造会社の拠点にもなっていたが、1993年に隣接の丹生郡朝日町（現越前町）へ移転。

#### 工業
- 眼鏡枠

### 第三次産業

#### 商業
主な商業施設
- アル・プラザ鯖江（アル・プラザ・平和堂）
- ワイプラザ鯖江（ヤスサキ）
- ゲンキー 東鯖江店 鯖江西店 立待店 鯖江北野店
- コメリホームセンター鯖江店　※県内最大級ホームセンター
- めがねミュージアム「ハピラインふくい線 鯖江駅」から、「つつじバス」の鯖江・新横江線で3分。「めがね会館」下車。
  - バスは1日2往復のみのため、徒歩（東へ約950m）かタクシーで向かったほうが良い。

## 情報・通信

### マスメディア

#### 放送局
ケーブルテレビ・ラジオ
- こしの都ネットワーク
- たんなん夢レディオ(ラジオ)

## 生活基盤

### ライフライン

#### 電力
- 北陸電力送配電（60 Hz）

#### 電信
- NTT西日本
  - NTT西日本による級局区分は、2級局である。

市外局番
鯖江市の市外局番は料金単位区域（武生MA）と同一の範囲を持つ0778で統一されており、以下の区域への通話は市外局番不要かつ市内通話料金が適用される。
- 0778エリア
  - 鯖江市、越前市、今立郡池田町、丹生郡越前町、南条郡南越前町

## 教育

### 高等専門学校
国立
- 福井工業高等専門学校

### 高等学校
県立
- 福井県立鯖江高等学校

### 中学校
市立
- 鯖江市鯖江中学校
- 鯖江市中央中学校
- 鯖江市東陽中学校

### 小学校
市立
- 鯖江市惜陰小学校
- 鯖江市進徳小学校
- 鯖江市鯖江東小学校
- 鯖江市神明小学校
- 鯖江市鳥羽小学校
- 鯖江市中河小学校
- 鯖江市片上小学校
- 鯖江市立待小学校
- 鯖江市吉川小学校
- 鯖江市豊小学校
- 鯖江市北中山小学校
- 鯖江市河和田小学校

## 交通

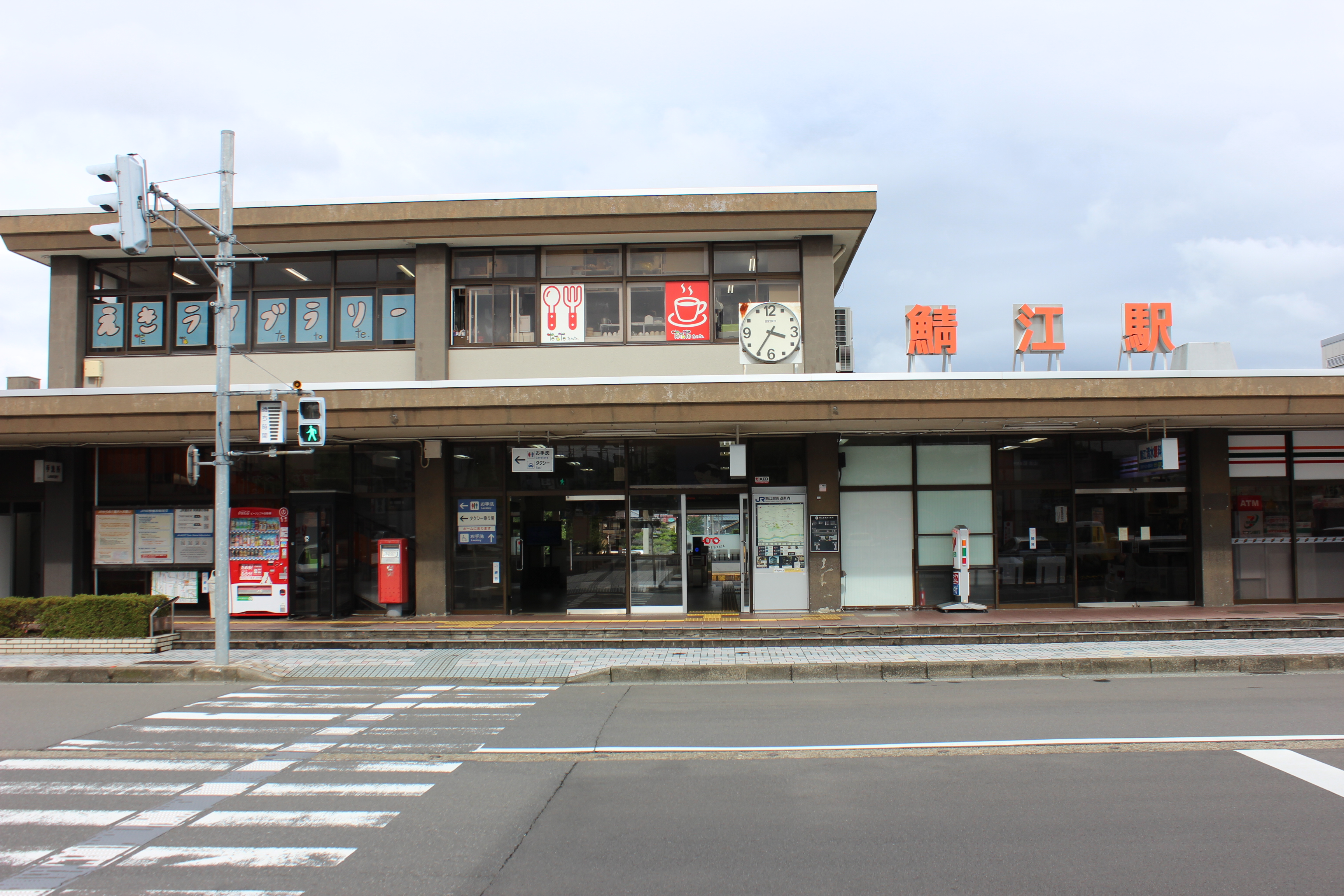
鯖江駅

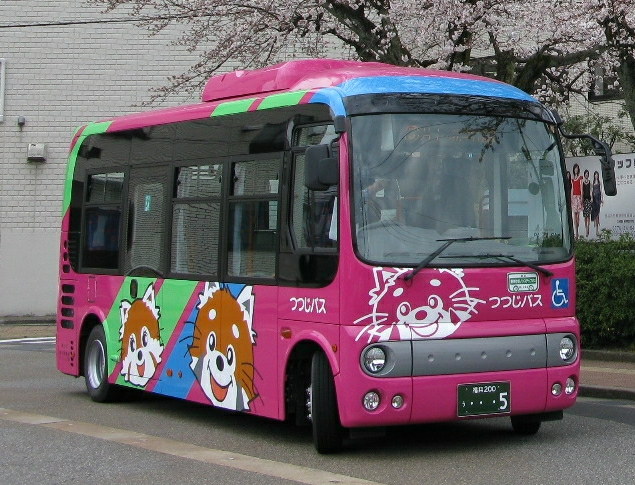
つつじバス

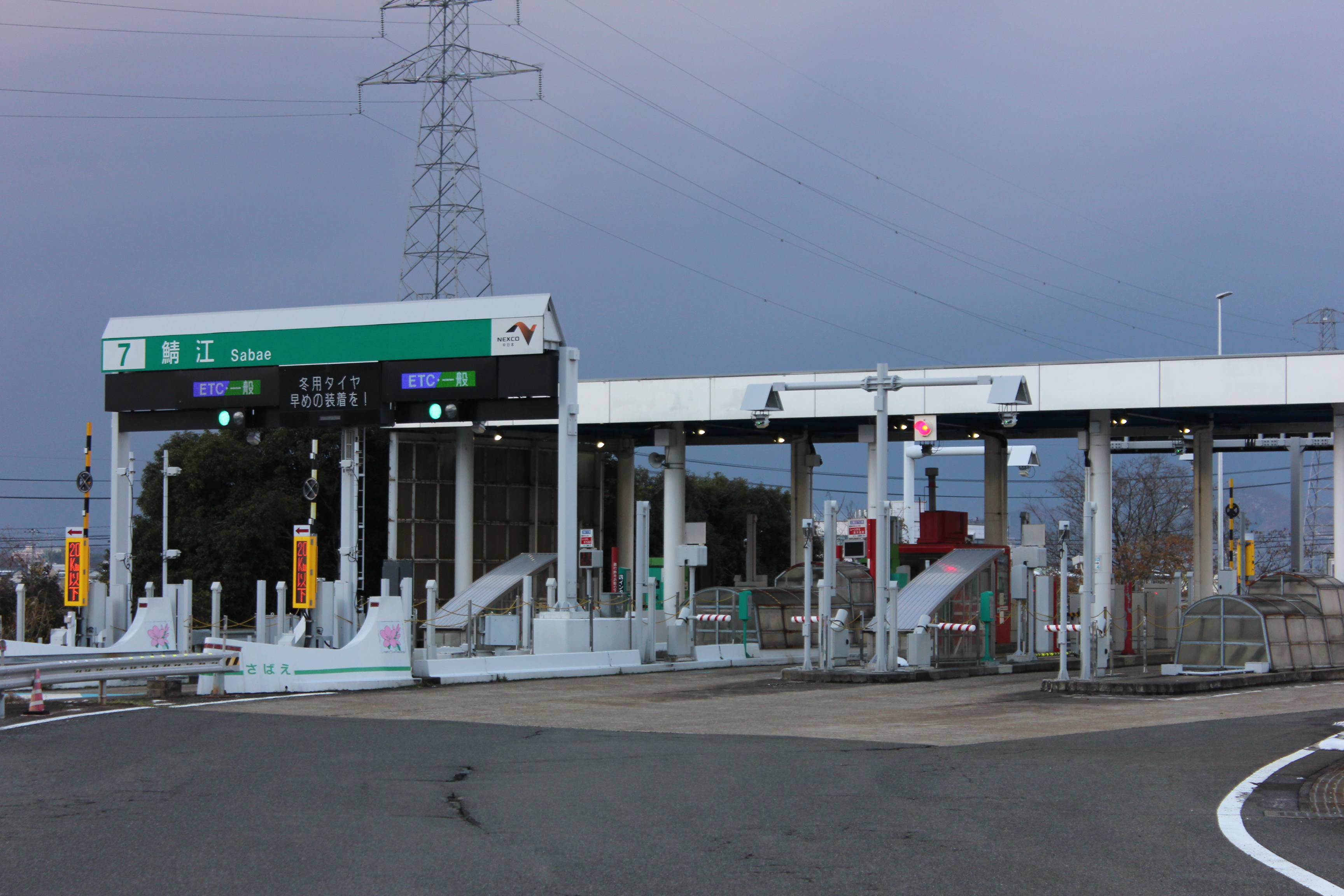
鯖江IC

市内のほぼ中央を、南北に3本の鉄道路線、高速道路の基幹路が縦断している。市内をJR西日本の北陸新幹線が通過しているが、駅は設置されていない。

### 鉄道
中心となる駅：鯖江駅

#### 鉄道路線
ハピラインふくい
- ハピラインふくい線：- 鯖江駅 - 北鯖江駅

福井鉄道（福鉄）
- 福武線：- サンドーム西駅 - 西鯖江駅 - 西山公園駅 - 水落駅 - 神明駅 - 鳥羽中駅

### バス

#### 路線バス
福井鉄道（福鉄バス）
- 北鯖江駅起点、神明駅を経由する越前町への路線（鯖浦線）がある。

鯖江市 つつじバス（コミュニティバス）
- 鯖江駅、嚮陽会館（西鯖江駅近く）、もしくは神明駅、公立丹南病院を拠点として市内各地9路線が運行。

#### 高速バス
COVID-19の影響により運休・減便を実施している事業者・路線あり。
- 北陸自動車道鯖江IC内のバス停より乗降可能な路線

### タクシー等
さばえ定額周遊タクシー
- 鯖江市が鯖江タクシー、相互タクシーの2社へ運行を委託して行っている。市外住民のみ市内の乗降スポット間の移動に限り利用可能で、事前のタクシーチケット購入とタクシー会社への配車が必要。

丹南地域定額タクシー
- 丹南広域タクシー協議会がエリア内のタクシー会社へ運行を委託して行っている。越前市、鯖江市、越前町、南越前町の住民以外の人がエリア内の乗降スポット間の移動に限り利用可能で、事前のタクシーチケット購入とタクシー会社への配車が必要。

河和田地区自家用有償旅客運送「ちょいボラ交通」
- 一般社団法人地域公共交通鯖江による自家用有償旅客運送（交通空白地有償運送）・ライドシェア。乗車にはあらかじめ利用登録が必要。

### 道路

#### 高速道路
中日本高速道路（NEXCO中日本）
- 北陸自動車道：鯖江IC - 北鯖江PA (ぷらっとパーク併設)

#### 国道
- 国道8号
- 国道417号

#### 県道
主要地方道
- 福井県道18号鯖江美山線
- 福井県道25号福井今立線
- 福井県道28号福井朝日武生線
- 福井県道39号鯖江インター線

一般県道
| - 福井県道104号鯖江織田線 - 福井県道105号鯖江今立線 - 福井県道134号鯖江停車場線 - 福井県道184号別所朝日線 - 福井県道185号鯖江清水線 - 福井県道186号神明停車場線 - 福井県道188号石田家久停車場線 | - 福井県道189号青野鯖江線 - 福井県道191号鯖江浅水線 - 福井県道192号上河内北中線 - 福井県道193号藤木新堂線 - 福井県道194号西尾鯖江停車場線 - 福井県道208号徳光鯖江線 - 福井県道229号福井鯖江線 - 福井県道243号領家河和田線 |  |

#### 道の駅
- 道の駅西山公園

## 観光

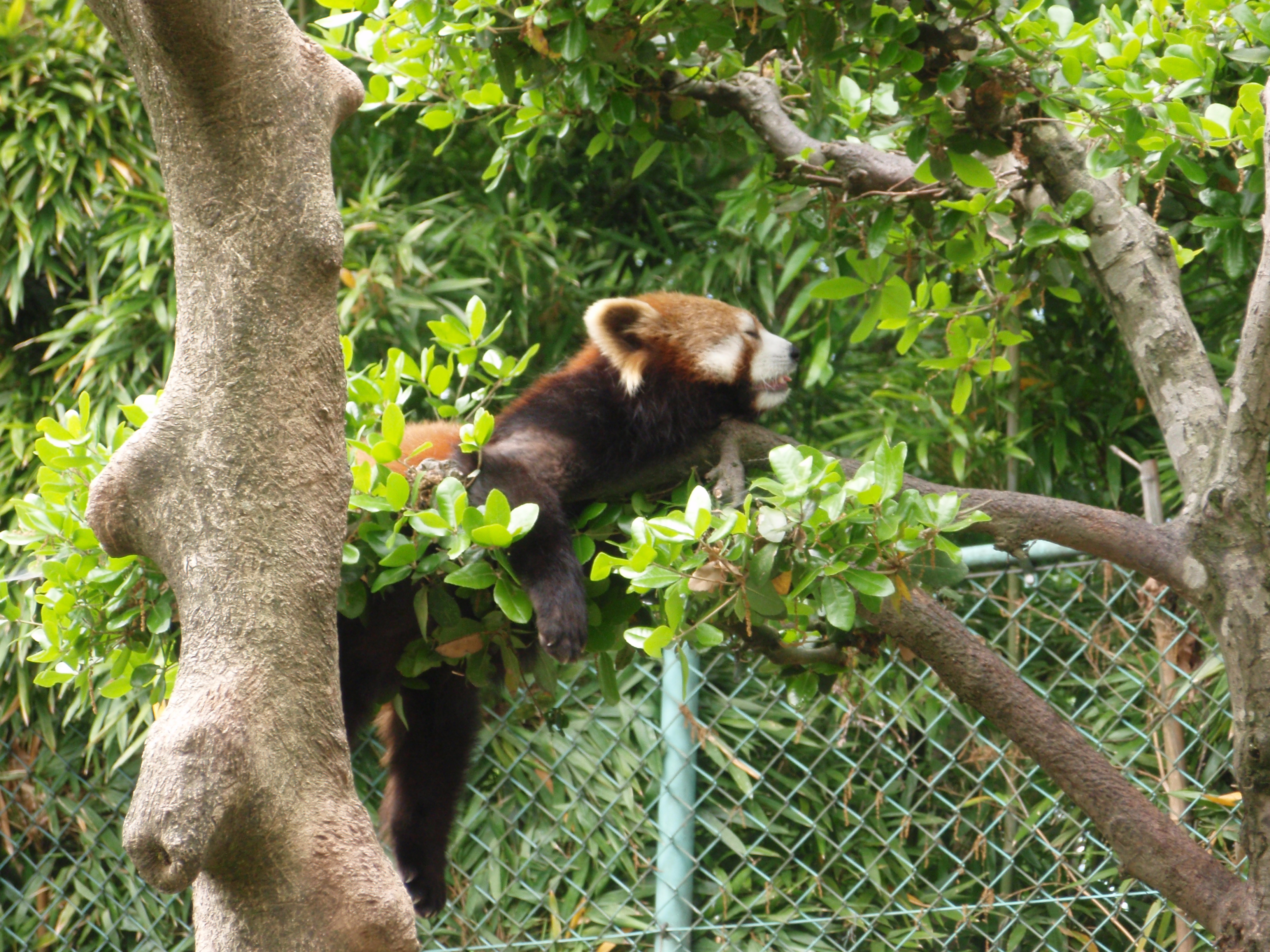
鯖江市西山動物園のレッサーパンダ

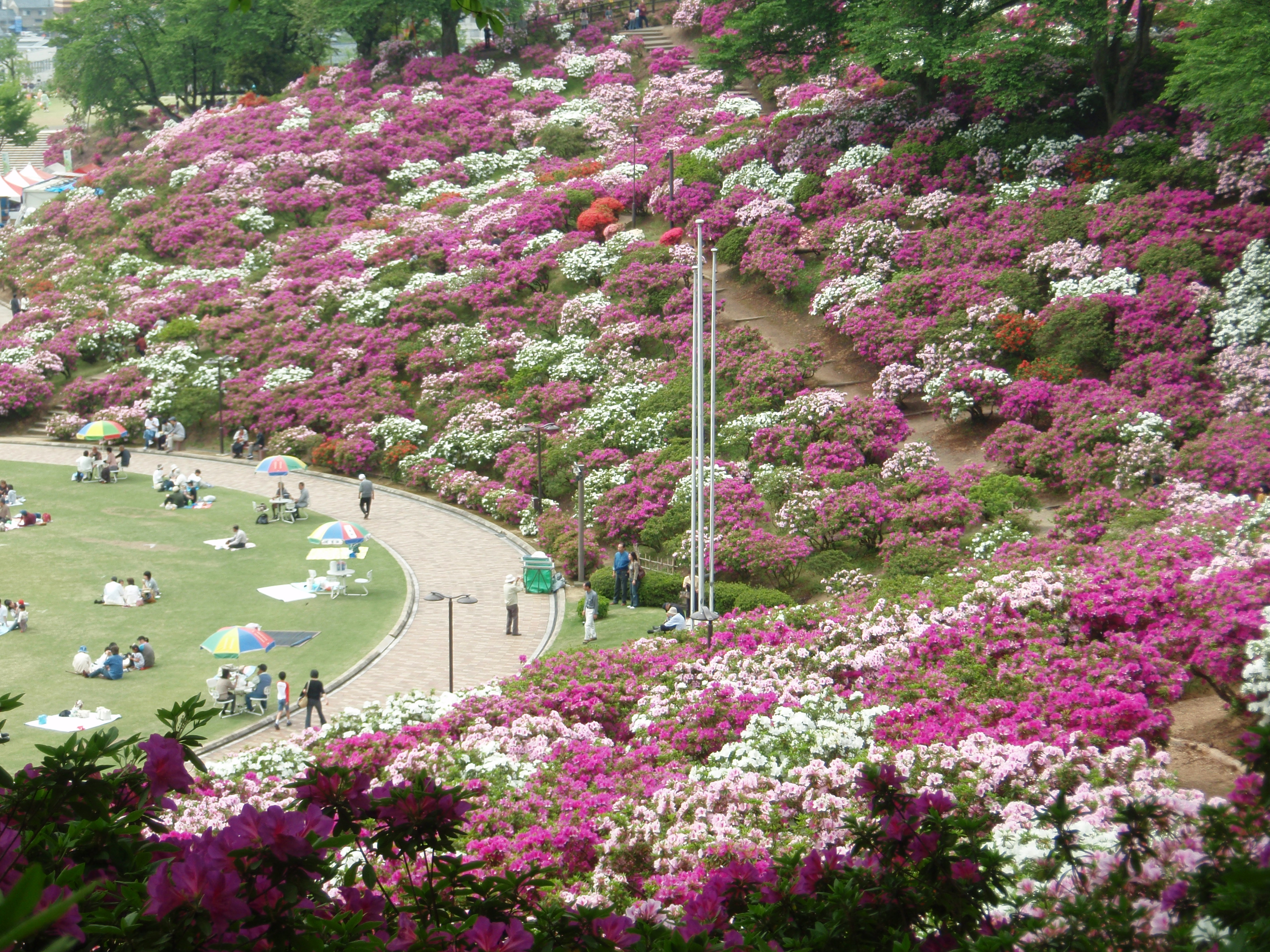
西山公園のツツジ

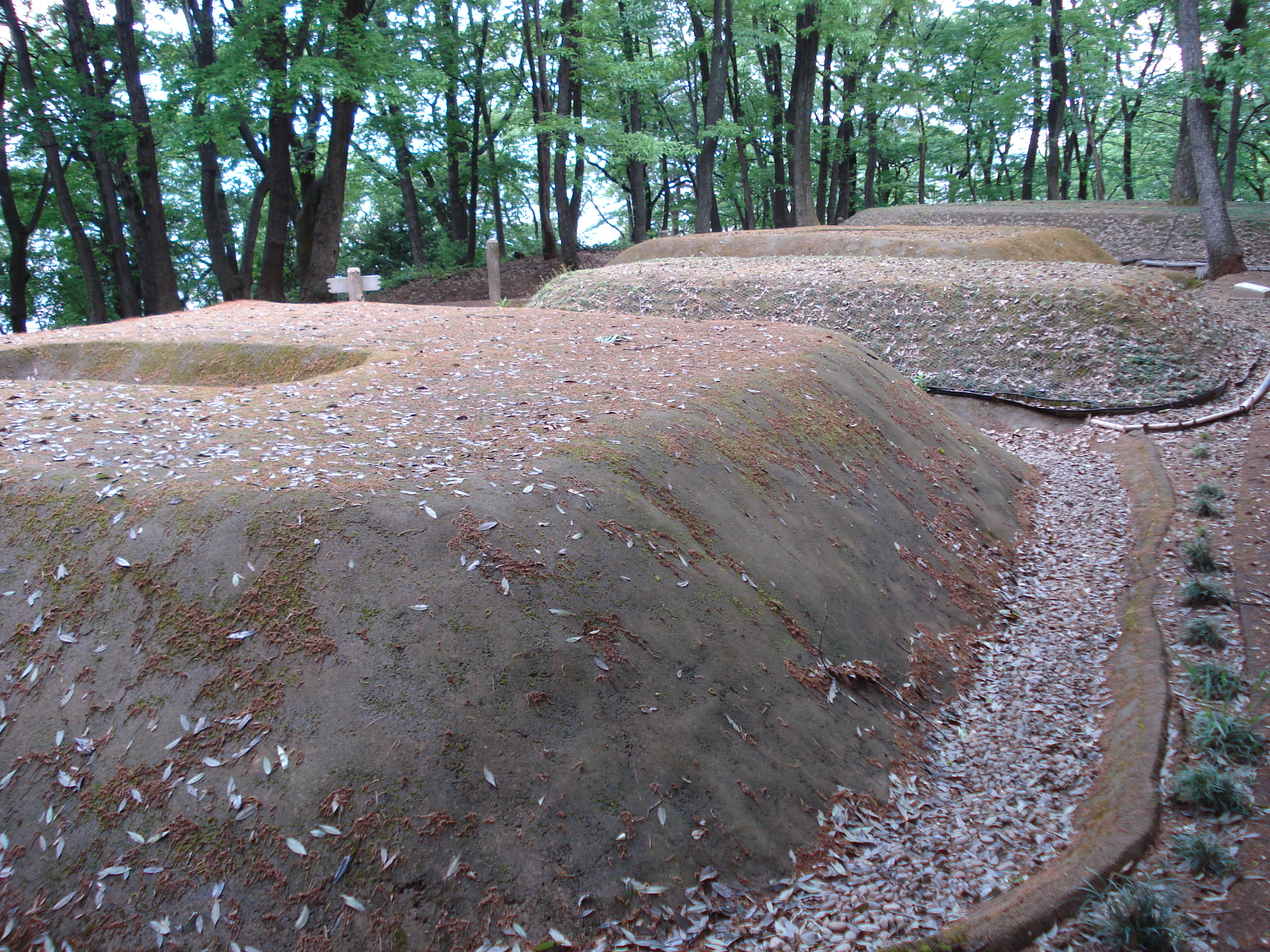
王山古墳群

### 名所・旧跡
主な城郭・館
- 瓜生家住宅
- 植田家長屋門

主な神社
- 舟津神社
- 春日神社 - 本殿は国の重要文化財

主な寺院
- 誠照寺 - 真宗誠照寺派本山
- 萬慶寺

主な遺跡
- 王山古墳群 - 国の史跡
- 兜山古墳 - 国の史跡

主な史跡
- 鯖江陣屋

### 観光スポット
公園
- 西山公園
日本海側最大規模のつつじの名所である。(約5万株)
  - 西山動物園
レッサーパンダの繁殖数日本一。

文化施設
- うるしの里会館
- めがね会館
- 繊維会館
- 恵美写真館
- 鯖江現代美術センター

娯楽施設
- 鯖江劇場 - 旭町にあった映画館[10]。
- 鯖江神明劇場 - 三六町にあった映画館[10]。
- 鯖江河和田劇場 - 西袋町にあった映画館[10]。
- 鯖江アレックスシネマ - 下河端町にある映画館（シネマコンプレックス）。1998年に鯖江シネマ7として開館。2008年に鯖江アレックスシネマに移行。7スクリーン[11]。運営は有限会社アレックス。

## 文化・名物

### 祭事・催事
- すりばちやいと（中道院：2月20日、3月2日）
- つつじまつり（5月上旬）
- もみじまつり（11月）
- 鯖江jazz festival  (10月）

### 名産・特産
- メガネ
- 石田縞
- 越前漆器
- 吉川ナス

### 団体
まちづくり
- 鯖江市役所JK課
- 鯖江市OC課

## 出身関連著名人
鯖江藩の人物も参照。幕末鯖江藩の人物も参照。

### 出身著名人
- 砂村新左衛門（農民、土木技術者、新田開発を主導）
- 福島文右衛門（実業家）- 越前電気の設立など、鯖江の発展に尽力した実業家。
- 矢代操（岸本辰雄、宮城浩蔵と共に明治法律学校を創立）
- 栗田幸雄（政治家、福井県知事）
- 牧野百男（政治家、第6代鯖江市長）
- 山本拓（政治家、衆議院議員）
- 鷲田豊明（経済学者）
- 大島堅一（環境学者、経済学者）
- 葛野尋之（刑事法学者）
- 佐保田鶴治（インド哲学者、ヨーガ指導者）
- 堀大介（日本史学者）
- 三好基晴（随筆家、臨床環境医）
- 中川直美（宮内庁病院看護師長）
- 久里洋二（アニメーション作家）
- 石川真介（推理作家、第２回鮎川哲也賞）
- 河原雅彦（俳優、脚本家、演出家）
- 片山享（俳優）
- 斉藤陽子（現代美術家）
- 前田鎌利（書家、プレゼンテーションクリエイター）
- 小川恵理子（タレント）
- 3兄妹ソーシャルバンド一途（ミュージシャン、ウォンツ創業メンバー）
- 天谷宗一郎（野球）
- 東出輝裕（野球）
- 山岸穣（野球）
- 林啓介（野球）
- 梅田尚通（野球）
- 藤田晋（サイバーエージェント創業者・社長）
- 岩崎聡（株式会社ウォンツ代表取締役社長）
- 田辺一雄（経営者、芸人、タレント、YouTuber）
- みっちー（ピン芸人）
- 高橋むつを（お笑い芸人、「カリマンタン」のボケ担当）
- 田中節夫（日本自動車連盟会長・元警察庁長官）
- 安藤桂子（福島放送、元群馬テレビ）
- 桑原貞己（福井放送のアナウンサー）
- 堀内くみ子（フリーアナウンサーラジオパーソナリティ）
- 松宮利佳（元福井放送のパーソナリティ）
- 伽奈（ファッションモデル）
- 植田薫（教育者、吹奏楽指揮者）
- 池田貴史（レキシ、ミュージシャン）
- 竹内朋康（ミュージシャン）
- 前田一平（ザ・ルーズドッグスのボーカル&アコースティックギター担当）
- ナオリュウ（シンガーソングライター、ルーパー日本チャンピオン）
- 武田舞彩（シンガーソングライター。元GEMメンバー、武田有彩の妹）
- 武田有彩（フルート奏者、武田舞彩の姉）
- 826aska（エレクトーン奏者）
- 代田雅揮（オカリナ奏者、ふくいブランド大使）
- 斉藤秀夫（秀丸エディタ開発者）
- 村上めぐみ（ビーチバレー選手）
- 蓑輪貴幸（バレーボール指導者）
- 米倉知（金沢競馬所属の騎手）
- くにくに（二卵性双生児姉妹アイドル。2021年にアイドル卒業。）
- 山中彩也乃 (ほくりくアイドル部のメンバー)
- 坂川陽香 (AKB48のメンバー)

### ゆかりのある人物
- 間部詮勝（幕末の鯖江藩主、幕府の老中）- 嚮陽渓を開いた。
- 禿すみ（明治～昭和時代の教育者）- 福井仁愛学園を作った。
- 松田昌士（実業家、東日本旅客鉄道（JR東日本）社長、同社会長）- 父親が鯖江出身。
- 進士五十八（造園学者、農学者、福井県立大学学長）- 幼少期から小学校高学年まで旧吉川村で育った。
- 引田天功（奇術師、イリュージョニスト）- 2007年7月22日、鯖江市で公演中、機材トラブルに見舞われて怪我をした[注釈 2]。新聞報道では、「警察ではたいしたことはないといっている」だったが、事務所は「2ヶ月の重傷」と発表した。重傷を押して2日で退院し、次の名古屋公演に出演したことで話題になった。
- 若新雄純（実業家、プロデューサー）- 2014年4月から「鯖江市役所JK課」プロデューサーを務めていた。
- 宮田笙子（体操選手）- 鯖江高校に在籍していた。

### マスコット
- 自治体のマスコットキャラクターとして、近松門左衛門と所縁が深いことをPRするために1998年に制作された「ちかもんくん」がある。

## 鯖江市を舞台とした作品

### アニメ
- メガネブ! - 2013年10月-12月に放送されたアニメ。鯖江市及びメガネが取り上げられている。

### ドラマ
- ちりとてちん - 2007年度下期NHK連続テレビ小説。ヒロインは小学生時に一家で鯖江から若狭に引っ越す設定になっている。

### オリジナル映画
めがねのまちさばえ大使「仮面女子」とのコラボレーション事業の一環として制作された。
- つむぐ - 石田縞がテーマ。
- 未来の唄 - 越前漆器がテーマ。

## 備考
- 2011年5月5日、つつじまつり会場にて、県内外の学生や市民・眼鏡企業関連者などからなる「めがねギネス実行委員会」が中心になり、「さばえ・めがねギネス」が行われ、2万2千個以上の眼鏡を長さ2,011メートルに繋げられ、ギネスワールドレコーズジャパンの公式認定員も立ち会い、ギネス世界記録に認定された。